# Zintegrowany System Kwalifikacji
Zintegrowany System Kwalifikacji (ang. integrated qualifications system) – rozwiązanie systemowe mające na celu podniesienie poziomu kapitału ludzkiego w Polsce poprzez opisanie, uporządkowanie i zebranie różnych kwalifikacji w jednym rejestrze, zintegrowanym rejestrze kwalifikacji.

## Opis
Zintegrowany System Kwalifikacji (ZSK) to ogół rozwiązań służących ustanawianiu, nadawaniu oraz zapewnianiu jakości tych kwalifikacji, które są ujęte w zintegrowanym rejestrze kwalifikacji. NA ZSK składają się z jednej strony te elementy, które funkcjonują już w polskim życiu społecznym i gospodarczym, a z drugiej strony – wdrażane obecnie instrumenty umożliwiające efektywną integrację całego systemu, czyli Polska Rama Kwalifikacji (PRK) i Zintegrowany Rejestr Kwalifikacji (ZRK), wspólna terminologia oraz ogólne zasady zapewniania jakości kwalifikacji.
Zintegrowany system kwalifikacji jest ważnym narzędziem polityki na rzecz uczenia się przez całe życie. Jego efektywność zależy nie tylko od ustanowienia dobrych uregulowań prawnych i organizacyjnych oraz od zaangażowania instytucji i organizacji działających w jego ramach, lecz także od zrozumienia tych rozwiązań w społeczeństwie. Wiedza o krajowym systemie kwalifikacji, o nowych możliwościach i szansach, jakie powstają w wyniku jego unowocześnienia, w dłuższej perspektywie czasowej może się okazać najważniejszym czynnikiem decydującym o osiągnięciu celów, dla których podjęto te działania.
Zintegrowany system kwalifikacji ma objąć wszystkie aspekty podejmowanych w Polsce działań związanych z potwierdzaniem efektów uczenia się. Ma on stanowić narzędzie realizowania polityki państwa na rzecz uczenia się przez całe życie na zasadzie partnerstwa rządu, samorządu terytorialnego, pracodawców, pracobiorców i społeczeństwa obywatelskiego. Rozwijanie krajowego systemu kwalifikacji stanowi zadanie władz państwa. Szczególną rolę do odegrania w tej dziedzinie mają ministrowie, którzy są bezpośrednio odpowiedzialni za kwalifikacje. Merytorycznym wsparciem ich działań jest funkcjonowanie zintegrowanego rejestru kwalifikacji. Bardzo ważną rolę w systemie odgrywa także portal internetowy ZSK, który ułatwi dostęp do informacji i będzie sprzyjać przejrzystości całego systemu. Efektywność systemu zależeć będzie również od partnerów społecznych, dlatego bardzo ważne jest właściwe określenie ich roli oraz współodpowiedzialności. Bez stałego zaangażowania się interesariuszy krajowy system kwalifikacji nie może działać prawidłowo.
Zintegrowany rejestr kwalifikacji oferuje wiele korzyści różnym grupom interesariuszy:
- Osobom zainteresowanym uzyskaniem kwalifikacji stwarza on nowe możliwości planowania swojego rozwoju oraz kolejnych etapów kariery zawodowej w Polsce i poza jej granicami.
- Dla pracodawców tego rodzaju zestaw informacji stanowi pomoc nie tylko w zatrudnianiu osób mających odpowiednie kompetencje, lecz także w lepszym planowaniu działań w zakresie wspierania rozwoju zawodowego swoich pracowników.
- Urzędom, instytucjom oraz organizacjom pozarządowym realizującym różne zadania publiczne zintegrowany rejestr kwalifikacji ułatwia dostęp do aktualizowanego na bieżąco zbioru informacji o kwalifikacjach funkcjonujących na rynku.

## Historia ZSK
Ustawa o Zintegrowanym Systemie Kwalifikacji weszła w życie 15 stycznia 2016 roku. Pierwsza kwalifikacja (montowanie stolarki budowlanej) została włączana do systemu 19 lipca 2017 roku. Za prowadzenie i rozwój Zintegrowanego Systemu Kwalifikacji odpowiada Instytut Badań Edukacyjnych.